# ポルトガル内戦

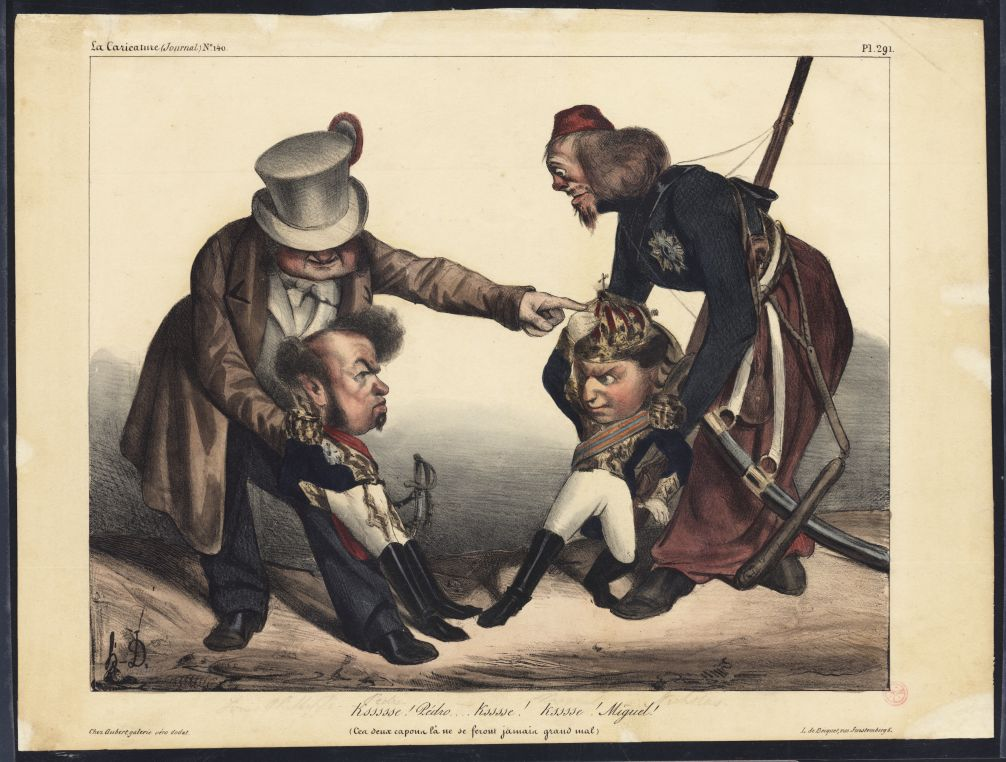
ポルトガル内戦の風刺画（オノレ・ドーミエ、1833年）

ポルトガル内戦（葡: Guerra Civil Portuguesa）は、1828年から1834年にかけてポルトガル王国において王位継承をめぐる争いから起きた内戦。ウィーン体制下における立憲君主主義と絶対君主主義の対立が主な原因。スペインをはじめイギリス、フランス、カトリック教会などの介入を招いた。自由戦争（Guerras Liberais）、兄弟戦争、ミゲリスタ戦争の別名がある。

## 原因
発端は1826年の国王ジョアン6世の死であった。正当な継承権を持つのはジョアン6世の最年長の王子ドン・ペドロであったが、1822年にブラジル帝国がポルトガルから独立した際、ブラジル摂政であったペドロは皇帝ペドロ1世として擁立されていた。
ペドロのポルトガル王位継承はポルトガル、ブラジル両国の国民からの大きな反対と議論を招いた。ペドロは一旦王位を継承したが（ポルトガル王としてはペドロ4世）、間もなく7歳の娘マリア・ダ・グロリアへ譲位し、自分の弟ミゲルと婚約させた上でマリアが未成年の間の摂政とすることにした。
またペドロは、1822年にジョアン6世が定めたポルトガル最初の憲法を、1826年4月に改正した。

## 新憲法
新しい立憲議会において、ペドロは自由主義的な考えを持っていたが、絶対王政派と立憲王政派（自由主義者）との仲裁に努め、双方に政治上の役目を与えた。
1822年憲法と異なるのは、新たに政府の権限を4つに分立させたところである。立法府は2つに分けられ、上院は貴族院として、国王に選ばれる貴族または聖職者が議席を持ち、任期は終身かつ世襲であった。下院は衆議院として、地方議会による間接選挙で選ばれる111人の議員が議席を持ち、任期は4年間である。
また、地方議会への選挙権は国税を納めた富裕な男子のみに制限された。司法権は裁判所が司り、行政権は内閣が司る。国王の政治上の権限は縮小されるものの、立法に対する絶対的拒否権を保持した。

## 不満
地主層や教会を中心とした絶対王政派の多くは、この新憲法に不満であった。ペドロ4世はブラジルの君主であって、ポルトガル内の政治には口出しすべきでない、と彼らは考えた。そして、絶対主義の信奉者であったミゲル王子を王位に即けようと企んだ。ナポレオンによってもたらされた諸改革を根絶しようとする、スペインのフェルナンド7世の支持を得て、絶対王政派は国内の自由主義者を攻撃した。
1828年2月、外遊中だったミゲルが帰国した。女王マリア2世への忠誠を誓い、摂政職を拝命するためとされたが、それは見せかけであった。ミゲルはすぐに自身の支持者らによって国王に推戴され、絶対王政への回帰を宣言する。上下両院は解散させられ、5月には伝統的身分制議会コルテスが招集された。コルテスにおける議決によって、ミゲルは目論見どおり国王ミゲル1世となり、立憲政府を無効化させた。

## 反乱
このような王位の僭称に自由主義者らは黙っておらず、5月18日に自由主義勢力の砦ポルトにおいて、ペドロ4世とマリア・ダ・グロリア、さらに立憲政府への忠誠を宣言する。絶対王政への反乱は他都市へも波及し、ミゲルはこれらの反乱を弾圧した。数千人の自由主義者らが逮捕され、またスペインやイギリスへと亡命した。弾圧は5年間続いた。
その頃、ブラジルでは皇帝ペドロ1世と大農園主との関係が悪化し、1831年4月にペドロ1世は息子ペドロに譲位した。そしてポルトガルでの内乱を決着させるべく、イギリスへ渡って遠征軍を組織した。その後すぐに、自由主義者の亡命政権のあるアゾレス諸島で友軍と合流する。1832年7月、イギリスとスペインの支援を受け、ペドロの軍はポルト近郊へと上陸した。ミゲル派（ミゲリスタ）は一度は街を放棄したが、ポンテ・フェレイラの戦いを含む幾度かの衝突の後に、ペドロ軍を包囲する。包囲は約1年に及んだが、ウィリアム・グラスコック率いるイギリス海軍の援軍がドウロ川に入り、ミゲル派は二方面からの攻撃に晒されることとなる。
1833年6月、いまだポルトで包囲されている自由主義派軍は、テルセイラ公の率いる部隊とその援護に当たるチャールズ・ネイピア提督の艦隊を南部のアルガルヴェ地方へ派遣する。
ファロ上陸に成功したテルセイラ公はアレンテージョ地方を北上して、7月24日にリスボンを奪取する。また、ネイピアの艦隊もサン・ヴィセンテ岬の海戦で絶対王政派の艦隊を完膚なきまでに打ち破った。リスボンを手に入れたことで、ポルトでの9か月に及ぶ攻防戦も勝利に終わった。
1833年末、マリア・ダ・グロリアは女王マリア2世として戴冠し、父ペドロが摂政となった。ミゲル派や教会の財産は没収され、これによってローマ教皇庁との関係は冷え込んだ。友好関係の修復は約8年後の1841年まで為されなかった。自由主義派はリスボン、ポルトなどの都市部を押さえることに成功したが、絶対王政派の多くは地方に逃れ、残党狩りは1834年から再開された。

## 平和
ポルトガル内戦は最終的に、1834年5月14日のアセイセイラの戦いで決着した。ミゲル派の軍は1万8000と大きな脅威であったが、5月24日に和平が結ばれた。ミゲルはポルトガル王位に関する権利を全て放棄し、ポルトガルから永久追放されるが、代わりに年金の受給を認められた。
ペドロは立憲政府を復活させたが、その年の9月24日に没した。以降は女王マリア2世の治世である。